# 西部陵园站
西部陵园站（德語：U-Bahnhof Westfriedhof）是慕尼黑西部的一个地铁站，地铁1、7号线途径此站。此站站名顾名思义来自于一旁的西部陵园。